# June Hutton
 (mars 2024).
Si vous disposez d'ouvrages ou d'articles de référence ou si vous connaissez des sites web de qualité traitant du thème abordé ici, merci de compléter l'article en donnant les références utiles à sa vérifiabilité et en les liant à la section « Notes et références ».
June Hutton, née le 11  août 1920 à Chicago et morte le 2 mai 1973 à Encino, en Californie, est une chanteuse américaine.

## Biographie
Demi-sœur d'Ina Ray Hutton, June Hutton a chanté à la fin des années 1930 dans son orchestre (sous le nom d'Elaine Merritt). À partir de 1941, elle a participé au groupe vocal The Stardusters (en) dans l'orchestre de Charlie Spivak (en), avec lequel on peut aussi l'entendre dans le film Pin Up Girl avec Betty Grable. À partir de 1944 elle faisait partie des Pied Pipers, qui a publié plusieurs hits (dont Dream (en)). En 1944 elle a enregistré des solos avec l'orchestre de Paul Weston (en). En 1950 elle a quitté les Pipers et a entamé une carrière de soliste pour Decca et à partir de 1952 pour Capitol Records.
En 1953, trois de ses titres étaient dans les charts (Say You're Mine Again (en), No Stone Unturned, For the First Time).
En 1951, elle a épousé le chef d'orchestre et arrangeur Axel Stordahl (en) qu'elle a rencontré dans ses apparitions régulières dans les shows télévisés de Frank Sinatra.
Elle repose au Forest Lawn Memorial Park de Glendale à côté de son premier mari.